# Rubus tenuiarmatus
Rubus tenuiarmatus är en rosväxtart som beskrevs av Edwin Lees. Rubus tenuiarmatus ingår i släktet rubusar, och familjen rosväxter. Inga underarter finns listade i Catalogue of Life.